# Peter Steinhauser
Peter Steinhauser (* 3. April 1941 in Wien; † 7. August 2021) war ein österreichischer Geophysiker, Hochschullehrer und langjähriger Direktor der Zentralanstalt für Meteorologie und Geodynamik (ZAMG).

## Leben
Als ao. Professor für Geophysik war er an der Universität Wien tätig und war in den 1980er und 1990er Jahren u. a. Organisator einiger Tagungen für Alpengravimetrie. Er war korrespondierendes Mitglied der mathematisch-naturwissenschaftlichen Klasse der Österreichischen Akademie der Wissenschaften, Lifemember der New York Academy of Sciences, Gerichtssachverständiger und Zivilingenieur für Technische Physik. Von 1985 bis 2004 war Steinhauser Direktor der ZAMG.
Steinhausers Arbeitsthemen erstreckten sich über mehrere Zweige der Geophysik; er war Autor bzw. Co-Autor zahlreicher wissenschaftlicher Publikationen und einiger Bücher und Herausgeber vieler Tagungs- und Sonderbände, wie der ersten Deutsch-Österreichisch-Schweizerischen Meteorologen-Tagung 2001, Wien 2001 (378p.) und des großen Jubiläumsbandes der ZAMG (1851–2001), Graz 2001 (838p. und Programme). Steinhausers Organisationstalent hat ihn auch als Initiator interdisziplinärer Forschungsprojekte und Kongresse bekannt gemacht.
Sein Vater Ferdinand Steinhauser war ein bekannter Meteorologe und Professor an der Universität Wien.

## Auszeichnungen
- 2004: Großes Silbernes Ehrenzeichen für Verdienste um die Republik Österreich[2]